# Socii

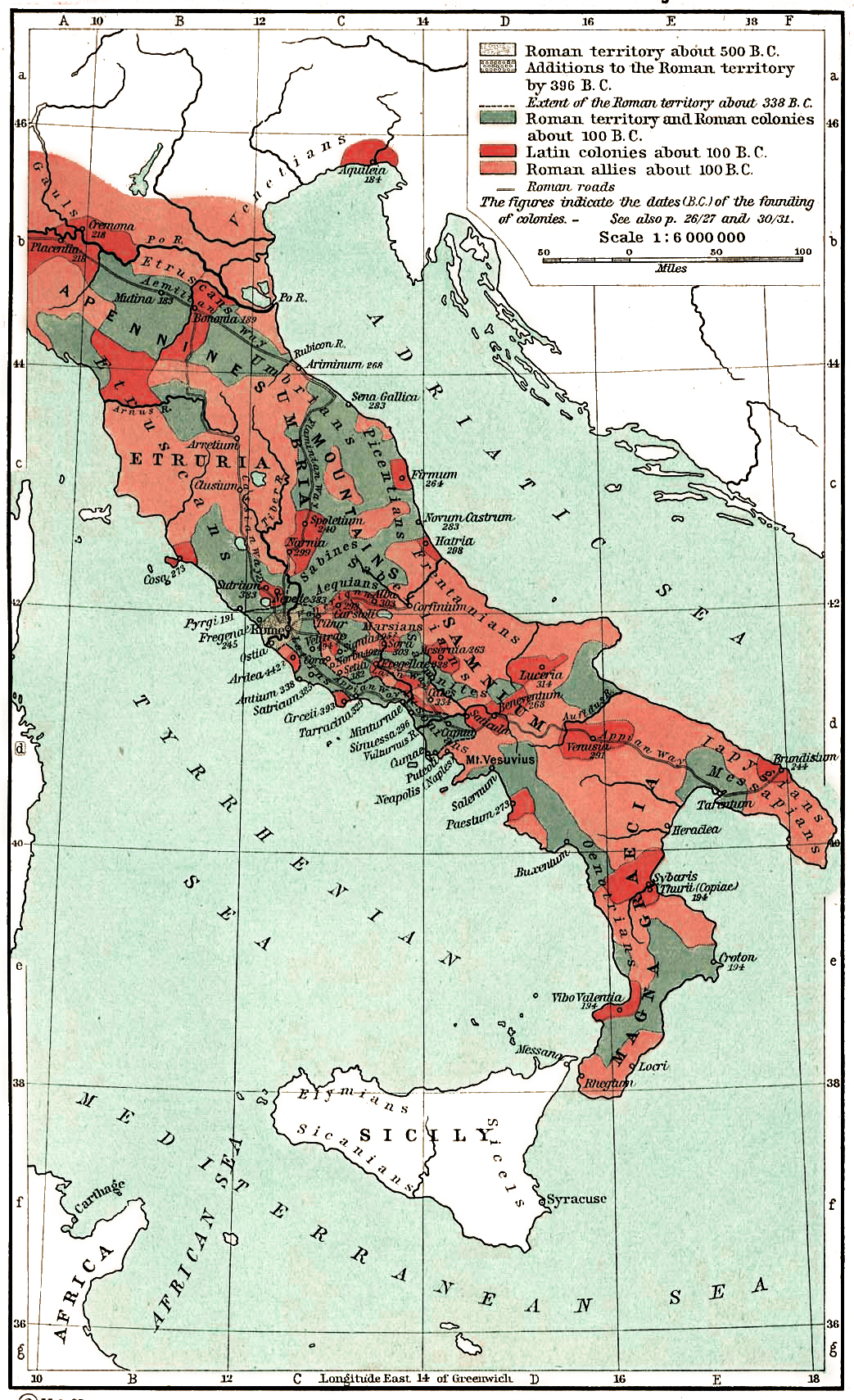
Italia, alrededor del 100 a. C, periodo de la guerra Social. En verde: colonias de derecho romano, municipios sine suffragio y municipios optimo iure (territorio provisto de ciudadanía romana). En rojo: colonias de derecho latino (territorio provisto de ciudadanía latina). En rosa: el territorio de los socii (confederados).

Los socii era el término (en latín) utilizado para denominar a los aliados itálicos federados de Roma. Fue una de las tres denominaciones legales de la Italia romana (Italia) al principio de la República, junto con los socii latini (otros confederados itálicos aún más antiguos, pertenecientes a la antigua Liga Latina) y los cives romani (los itálicos, procedentes de diferentes partes de Italia, que ya habían adquirido la plena ciudadanía romana). 
Los cives latini (es decir, itálicos procedentes de las colonias de derecho latino esparcidas por toda la península itálica), los cuales eran semiciudadanos, no deben ser confundidos con el pueblo itálico homónimo (los latinos), del cual Roma formaba parte, y que, no gozando aún de plena ciudadanía romana, integraban el conjunto de los demás socii itálicos.
Esta organización tripartita llegó a su fin después de la guerra de los Aliados (o guerra Social) del 91-88 a. C., cuando, mediante la Lex Plautia Papiria, todos los habitantes de la península itálica obtuvieron la plena ciudadanía romana.
En el uso diario, la palabra latina socius podría significar 'asociado' o 'socio', en general.

## Historia
La alianza tuvo su origen en el foedus Cassianum ('Tratado de Casio', en el 493 a. C.) firmado por la República romana con sus vecinas ciudades-estado latinas, poco después de la caída de la Monarquía romana en 510 a. C. Este tratado terminó la guerra entre la Liga latina y Roma, colocando a Roma en una posición de poder igual al de todos los miembros conjuntos de la Liga. 
El pacto bilateral (foedus) proporcionó la asistencia mutua entre las partes sobre la base de una contribución igual al esfuerzo militar anual, contingentes militares y un stipendium, que inicialmente estaría bajo el mando romano. Los términos del tratado parece más aceptable para los latinos que el tipo anterior de hegemonía romana, como es el caso de los reyes tarquinos, ya que estos últimos probablemente requerían el pago de tributos y no una simple obligación militar.
El foedus sirvió como un modelo de relación básica para el asentamiento de Roma con las diferentes tribus y ciudades-estado de toda la península itálica entre 338-264 a. C. Al inicio de este período, a los latinos de origen se les otorgó la ciudadanía romana, pero los términos del foedus se extendieron a otras 150 tribus y ciudades-estado itálicas. Cuando un estado era derrotado, una parte de su territorio era anexado por Roma para proporcionar tierras a los colonos romanos/latinos. Estos últimos, aunque eran ciudadanos romanos, debían renunciar a sus derechos de plena ciudadanía al unirse a una colonia y aceptar el status de cives latini (colonias regidas por el derecho latino) o de socii (confederados). Se hacía así para que las colonias latinas pudieran actuar como 'perros guardianes' de los otros socii en las formaciones militares aliadas, las alae. Al estado derrotado se le permitiría mantener el resto de su territorio a cambio de unirse a Roma con un tratado perpetuo de alianza militar. Esto requeriría que el aliado tuviera los mismos amigos y enemigos que Roma, prohibiendo la guerra contra otros socii y con renuncia a una política exterior propia. Más allá de todo, la obligación central de los aliados, y en la mayoría de los casos exclusiva, era la de contribuir al ejército confederado con tropas totalmente equipadas hasta un máximo especificado cada año, en función de las necesidades, fijada en la llamada formula togatorum, para servir bajo mando romano. 
Del 338 al 89 a. C., las legiones romanas fueron acompañadas invariablemente en las campañas militares por aproximadamente el mismo número de tropas aliadas organizadas en dos unidades llamadas alae sociorum, literalmente: 'alas de los aliados', ya que las tropas aliadas siempre se colocaban en los flancos de la línea de batalla romana (se les llamaba alarii), con las legiones romanas en el centro. El setenta y cinco por ciento de la caballería de un ejército consular tipo era suministrada por los socii itálicos. En algunos casos, los socii de infantería podían exceder a los romanos en un veinte por ciento, y en ese caso formaba un cuerpo especial llamado extraordinarii.
A pesar de la pérdida de su independencia y las pesadas obligaciones militares, el sistema proporcionó importantes beneficios a los socii. Más importante aún, se liberaron de la amenaza constante de agresión de sus mismos vecinos como había sucedido en los siglos anárquicos anteriores a la imposición del modelo hegemónico de confederación romana. Adicionalmente, esta alianza romana protegió a la península itálica (que en el mientras se había convertido en el territorio metropolitano de la misma Roma, bajo el nombre de Italia) de invasiones externas, como fue el caso de incursiones periódicas y devastadoras de los pueblos galos del valle del Po. 
Cada socius, una vez prestado juramento de fidelidad y sujeto a la misma disciplina que las legiones romanas (integradas tanto por los ciudadanos de la Urbe como por los demás itálicos procedentes de colonias romanas y municipios optimo iure esparcidos por toda Italia y provistos de plena ciudadanía romana), aunque ya no tenía  el control de la guerra y la política exterior, seguía siendo completamente autónomo, con sus propias leyes, instituciones, moneda y lengua. Era como un "estado-cliente" con su derecho de ciudadanía propio, como socii populi Romani o aliados de Roma. Además, su esfuerzo militar era solo la mitad de la que soportaban los ciudadanos romanos, ya que estos últimos contaban solo con la mitad de la población de los socii, y proporcionaban alrededor de la mitad de las levas totales. A pesar de esto, a los socii itálicos se les permitió compartir el botín de guerra mitad a mitad con los ciudadanos romanos de pleno derecho.

### Incidencias

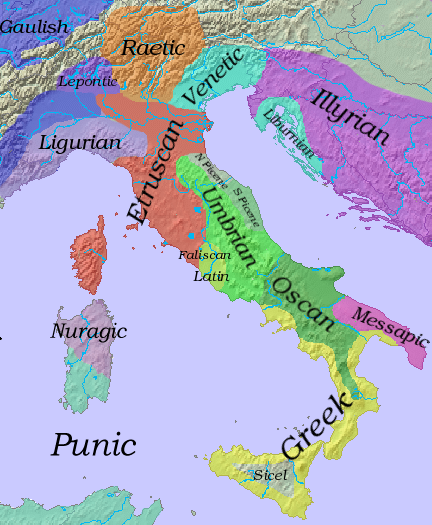
Mapa lingüístico de Italia en el siglo VI a. C.

A pesar de estos beneficios, algunos grupos de socii se rebelaron contra la alianza en momentos en que surgía la oportunidad. Las dos mejores oportunidades fueron proporcionadas por las invasiones de Italia del rey griego Pirro de 281 al 275 a. C. y, la segunda y última vez, la ofrecida por el general cartaginés Aníbal de 218 al 203 a. C. Durante estos años, varios socii se unieron a los invasores, en su mayoría oscanoparlantes del centro-sur de Italia, principalmente pertenecientes a determinadas tribus samnitas que, en épocas anteriores, habían sido el enemigo más implacable de Roma dentro de Italia.
Al mismo tiempo, sin embargo, la mayoría de los socii permanecieron leales, motivados principalmente por sus antagonismos con los vecinos rebeldes. Incluso después del desastre de Roma en la Batalla de Cannas (216 a. C.), más de la mitad de los socii (por población) no desertaron, mantuvieron su fides y la alianza militar de Roma consiguió finalmente la victoria.
En el siglo posterior a la segunda guerra púnica, Italia apenas fue amenazada por una invasión externa (salvo por ocasionales incursiomes de las hordaa galas o germánicas). Roma y sus aliados itálicos emprendieron entonces una expansión agresiva en el extranjero, por la península ibérica, África y los Balcanes. A pesar del hecho de que la alianza ya no actuaba de manera defensiva, prácticamente no hubo protestas de los socii, muy probablemente porque las partes se beneficiaban por igual de los enormes botines de guerra obtenidos durante estas campañas de conquista.

### Guerra de los Aliados

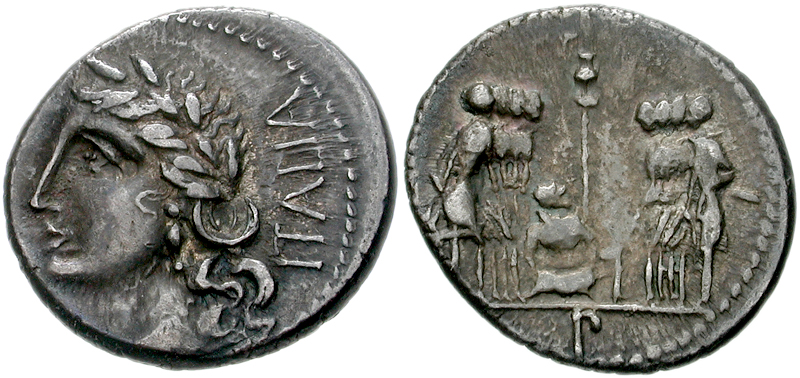
Moneda en plata del acuñada en Corfinium (Corfinio) durante la Guerra Social, exhibiendo la inscripción ITALIA, al borde de la personificación de Italia, representada como una diosa con corona de laurel, símbolo de sabiduría.

Pero, por debajo de la alianza, se estaba acumulando un resentimiento entre los socii por su estatus de segunda clase parecido al de los peregrini, es decir, no ciudadanos (excepto por los itálicos de las colonias latinas, que podían recobrar la ciudadanía romana trasladándose al territorio de los cives romani y, obviamente, por los demás itálicos de las colonias romanas y de los municipios optimo iure, que ya gozaban de plena  ciudadanía romana). La confederación militar romana llegó a convertirse en víctima de su propio éxito forjando una nación itálica unida fuera del mosaico de etnias y estados de los siglos anteriores.
Con el detonante del asesinato del tribuno de la plebe Marco Livio Druso en octubre del 91 a. C., que intentaba conseguir, ante la oposición del Senado, la ciudadanía romana para los cives latini y los itálicos aliados de Roma, los socii se rebelaron masivamente, incluidos muchos que anteriormente habían permanecido fieles en el pasado, desencadenando la guerra de los Aliados, también llamada guerra Social. A diferencia de ocasiones anteriores, su objetivo era unirse  
de iure al estado romano, como ciudadanos romanos iguales y de pleno derecho, y no separarse de él. 
Durante la misma, se crearon dos estados independientes dentro de Italia: el de Roma com las demás ciudades itálicas provistas de ciudadanía romana (juntas a unas pocas ciudades de algunos grupos de socii, sobre todo etruscos, que optaron por no elegir la vía de la guerra entre itálicos) y el integrado por la gran mayoría de las ciudades de los socii itálicos, los cuales desplazaron la capital de Italia, de Roma a Corfinium (hoy Corfinio), rebautizada Itálica, con la intención de erigir el Senado en ella y  acuñaron monedas  que llevaban imprimida en una de las dos e caras el nombre de Italia.
Tras una dura guerra de tres años, con derrotas por ambos bandos, finalmente el bando de los ciudadanos romanos logró derrotar definitivamente a los socii en el campo de batalla, pero, no obstante la derrota, los socii obtuvieron igualmente su demanda principal, la de la plena ciudadanía romana. Poco antes del final de esta guerra, en el 90 a. C., los romanos ofrecieron la ciudadanía romana a todas las ciudades itálicas que habían permanecido fieles o que hubieran depuesto las armas, mediante la Lex Iulia de Civitate Latinis et Sociis Danda, mientras, apenas un año después, en el 89 a. C., mediante la Lex Plautia Papiria, se otorgó la ciudadanía romana a todos los habitantes de la Italia peninsular, sin distinción entre sublevados y no sublevados. Desde este momento en adelante todos los itálicos eran también romanos, tanto que los dos términos se volvieron sinónimos durante el resto de la época republicana y durante buena parte del Imperio y, en el 84 a. C., todos los ya ciudadanos fueron distribuidos entre las 35 tribus romanas existentes.
Tras este acontecimiento se acentuó aún más la diferenciación de status entre Italia (ya territorio metropolitano de Roma exento de los impuestos provinciales y, tras la susodicha guerra social, habitada en su totalidad por ciudadanos romanos de pleno derecho) y las provincias (los restantes territorios fuera de Italia).

### Edad Antigua
- Livio, Ab Urbe Condita (principios del siglo I).
- Polibio, Histories (mediados siglo II a. C.)

### Contemporánea
- Briscoe, J. (1989): "Second Punic War" en Cambridge Ancient History 2ª Ed. Vol. VIII.
- Brunt, P. A. (1971): Italian Manpower.
- Cary & Scullard (1980): History of Rome.
- Cornell, T. J. (1995): The Beginnings of Rome.
- Eckstein, A. M. (2006): Mediterranean Anarchy, Interstate War and the Rise of Rome
- Goldsworthy, A. (2000): Roman Warfare.
- Goldsworthy, A. (2001): Cannae.
- Goldsworthy, A. (2003): The Complete Roman Army.
- Staveley, E. S. (1989): "Rome and Italy in the early 3rd Century" en Cambridge Ancient History 2ª Ed. Vol. VII.
- Scullard, H. H. (1984): A History of the Roman World.

- Datos: Q733149